# Trip the Light Fantastic
Trip the Light Fantastic è il terzo album della cantante pop Britannica Sophie Ellis-Bextor, pubblicato per l'etichetta discografica Polydor nel maggio 2007.
Si tratta di un album pop con forti sonorità dance ed alcune influenze new wave, pubblicato quattro anni dopo il precedente lavoro. L'album
ha riscosso un discreto successo, raggiungendo la settima posizione della classifica del Regno Unito.
Il disco è stato pubblicato in Italia solo in formato digitale su iTunes.

## Tracce
1. Catch You - 3:18 (Cathy Dennis, Greg Kurstin)
2. Me and My Imagination - 3:27 (Sophie Ellis-Bextor, Matt Prime, Hannah Robinson)
3. Today the Sun's on Us - 4:18 (Ellis-Bextor, Steve Robson, Nina Woodford)
4. New York City Lights - 3:53
5. If I Can't Dance - 3:26 (Ellis-Bextor, Dimitri Tikovoi)
6. The Distance Between Us - 4:26
7. If You Go - 3:27 (Ellis-Bextor, Miranda Cooper, Brian Higgins, Tim Powell)
8. Only One - 3:45 (Ellis-Bextor, Dan G. Sells)
9. Love Is Here - 4:34 (Ellis-Bextor, Sells)
10. New Flame - 2:51 (Ellis-Bextor, Tikovoi)
11. China Heart - 3:44 (Ellis-Bextor, Pascal Gabriel, Robinson)
12. What Have We Started? - 4:06 (Ellis-Bextor, Gabriel, Robinson)[4]
13. Can't Have It All - 4:07 (Ellis-Bextor, Francis "Eg" White) [UK/AU bonus track]
14. Supersonic - 4:03 (Ellis-Bextor, Fred Schneider, Bruce B. Brody, James Staub) [UK/AU bonus track]

## Classifiche
| Paese       | Posizione massima |
| ----------- | ----------------- |
| Regno Unito | 7                 |
| Svizzera    | 28                |
| Francia     | 81                |
| Messico     | 85                |